# Pierrette Ringuette
Pour les articles homonymes, voir Ringuette et Maltais (homonymie).
Pierrette Ringuette, autrefois connue sous le nom de Pierrette Ringuette-Maltais, né le 31 décembre 1955 à Edmundston, est une femme d'affaires, professeure et femme politique canadienne
Le 12 décembre 2002, elle est nommée sénatrice canadienne pour le Nouveau-Brunswick. Depuis décembre 2020, elle est présidente intérimaire du Sénat du Canada. 

## Biographie
Pierrette Ringuette naît le 31 décembre 1955 à Edmundston, au Nouveau-Brunswick. Elle suit des études à l'Université de Moncton et à l'Université d'Ottawa.
Tout en étant femme d'affaires et professeur, elle devient la première femme francophone à être élue à l'Assemblée législative du Nouveau-Brunswick en 1987 en tant que députée libérale de Madawaska-Sud.
Elle se lance ensuite en politique fédérale et est élue députée à la Chambre des communes de la circonscription de Madawaska—Victoria lors des élections du 25 octobre 1993, face au candidat sortant, Bernard Valcourt, mais est battue lors des élections suivantes en 1997.
Elle est nommée sénatrice le 12 décembre 2002 sur recommandation de Jean Chrétien. Le 10 décembre 2020, Pierrette Ringuette devient présidente intérimaire du Sénat du Canada.